# Botella de barro

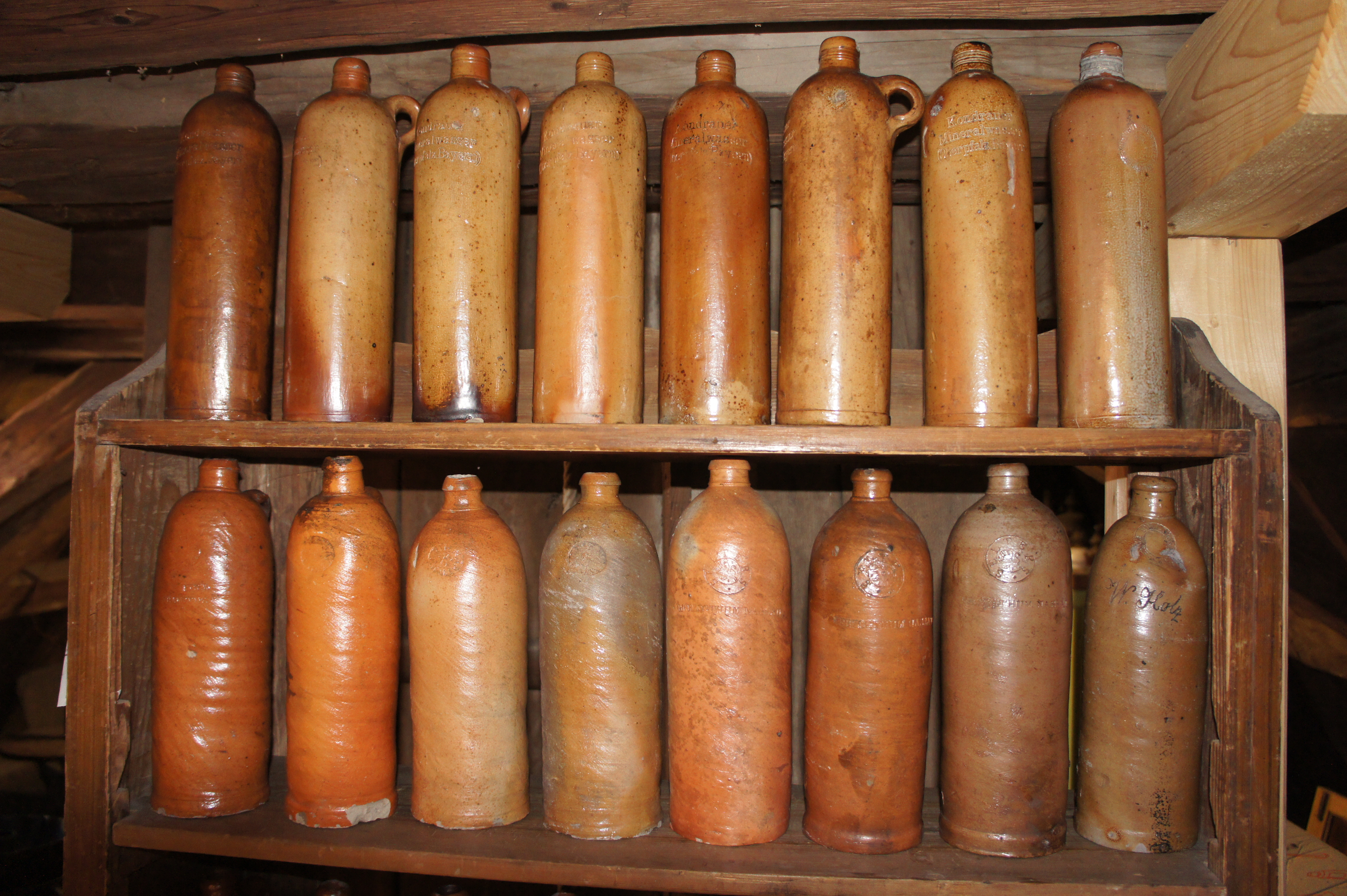
Botellas de barro para agua halladas en el castillo de Schloss Grünsberg, en Núremberg, y datadas en el siglo.

Botella de barro es un recipiente ideado para contener líquidos y fabricado en materiales cerámicos. Aunque puede presentar diferentes formas, la más habitual es la de una vasija cilíndrica alta que se estrecha en su cuello. El término procede del francés bouteille, y este a su vez del latín butticŭla.

## Tipología alfarera

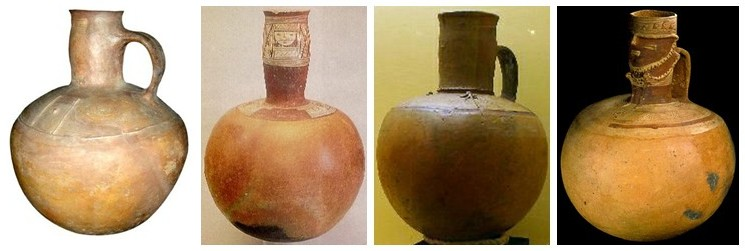
Cuatro múcuras. Vasijas precolombinas de las culturas Muisca y Chibcha de Colombia, usadas también en Venezuela y Cuba.

- botellas sin asa, recipiente con una antigua tradición cerámica, del que existen muy variados prototipos comunes a muy diferentes culturas, desde los modelos básicos orientales a las imaginativas múcuras y vasijas antropomorfas precolombinas.[3]
- botella de orujo, en La Rioja y otras zonas del norte de España, botella ancha con dos asas junto al pequeño cuello y vidriada de blanco;[4]
- botellas con asa (diferentes tipos), bien pequeña anclada en el cuello o un asa grande sobre la base;
- botella de agua caliente, según Castellote y Garcés, vasija similar a una botella de cristal que dispone de un asa en su cuello y suele usarse para calentarse los pies en la cama.[5], también llamada caneca, y envase típico del aguardiente de ginebra de la firma Bols;[4]
- botellón, vasija panzuda y con el cuello breve, similar a la damajuana;[4]
- botella de noche, pieza fina, vidriada y decorada, con cuerpo romboidal y cuello angosto con un pequeño tapón;[4]
- gerreta o "algerreta",[6] en Aragón y Cataluña designando algunas variantes cerámicas de la botella de vidrio, aunque también puede encontrarse por cántaro, por tinaja y como denominación antigua de jarra ("algerra");[7]